# Obrimus quadratipes
Obrimus quadratipes (Syn. Brasidas quadratipes) ist eine auf den Philippinen heimische Gespenstschrecken-Art aus der Familie der Heteropterygidae.

## Merkmale
Obrimus quadratipes ist bisher lediglich von zwei männlichen Tieren bekannt, nämlich dem juvenilen Lectotypus und einem adulten Männchen in der Sammlung des Muséum national d’histoire naturelle (MNHN) in Paris. Auch bei diesen Tieren sind die für die Gattung Obrimus typischen Schlitze im Metasternum (Metasternal Pseudoforamina) sehr schmal und kaum erkennbar. Der juvenile Lectotypus ist 4,2 cm, das adulte Männchen 6,4 cm lang. Im Unterschied zu allen anderen, bisher bekannten Männchen der Gattung weisen die von Obrimus quadratipes auf dem zweiten bis vierten Tergum des Abdomens keinerlei Stacheln auf. Auf dem Kopf befinden sich acht Stacheln. Am Hinterrand des Pronotums ist ein großes Stachelpaar zu finden. Am Vorderrand des Mesonotums befindet sich ein kleineres, in dessen Mitte ein kaum wahrnehmbares oder fehlendes und an seinem Hinterrand ein weiteres, ebenso großes Stachelpaar wie das auf dem Pronotum befindliche. Ebenso groß ist das Stachelpaar am Hinterrand des Metanotums. Die Metapleuren sind sehr stachlig. Im Unterschied zu Obrimus mesoplatus fehlen Obrimus quadratipes sowohl das prominente, mittlere Stachelpaar auf dem Mesonotum, als auch die Stacheln auf den vorderen und die dreieckige Loben auf den hinteren Abdominalsegmenten.

## Verbreitung
In der Erstbeschreibung werden als Fundort lediglich die Philippinen, Mazareddo genannt, wobei Mazareddo vermutlich der Sammler des beschriebenen Tieres ist. Da die Gattung bisher nur von Luzon bekannt ist, wird in jüngeren Arbeiten davon ausgegangen, dass auch Obrimus quadratipes dort endemisch ist.

## Systematik
Ignacio Bolívar beschrieb die Art 1890 an einem mittlerweile als Lectotypus im Museo Nacional de Ciencias Naturales in Madrid hinterlegten, juvenilen Männchen als Obrimus quadratipes. Damit war die Art zu diesem Zeitpunkt neben Obrimus bufo der einzige Vertreter der 1875 von Carl Stål aufgestellten Gattung Obrimus, da die schon 1848 beschriebene Obrimus mesoplatus zu diesem Zeitpunkt noch in der Gattung Dares geführt wurde.
Joseph Redtenbacher ergänzt 1906 die Beschreibung von Bolívar, indem er ein zweites Tier zur Beschreibung heranzieht, nämlich ein 6,4 cm langes Männchen, bei welchem es sich offensichtlich um das im Muséum national d’histoire naturelle in Paris hinterlegte Männchen handelt.
James Abram Garfield Rehn und sein Sohn John William Holman Rehn überstellten 1939 Obrimus quadratipes in die Gattung Brasidas. Frank H. Hennemann überführte die Art 2023 aufgrund der hier schlitzförmigen Vertiefungen im Metasternum zurück in die Gattung Obrimus, da deren Überführung in die Gattung Brasidas durch Rehn und Rehn auf fehlerhaft bestimmtem Material basierte.